# Antonio Salamone
Antonio Salamone (San Giuseppe Jato, 12 dicembre 1918 – San Paolo, 31 maggio 1998) è stato un mafioso italiano, esponente della mafia siciliana, membro della prima commissione provinciale e capo della famiglia di San Giuseppe Jato. Il suo soprannome era "il furbo".

## Formazione mafiosa
Salamone è nato a San Giuseppe Jato nella provincia di Palermo. Dopo la morte della prima moglie, Salamone ha sposato Girolama Greco, sorella di Salvatore Greco, a sua volta cugino di Salvatore Greco, il boss di Ciaculli e primo segretario della Commissione provinciale. I suoi legami con la potente famiglia mafiosa Greco hanno incrementato la sua reputazione nella Mafia.
Dopo la Strage di Ciaculli, nel 1963 si è trasferito a San Paolo in Brasile, dove ha ottenuto la cittadinanza nel 1970. Castor de Andrade, gestore di una vasta rete di bische clandestine, ha aiutato Salamone a sistemarsi in Brasile dandogli un lavoro di copertura nella sua società Bangu Textiles. Salamone ha ottenuto la cittadinanza brasiliana grazie all'influenza di de Andrade.
Nel 1965, Salamone si è trasferito a New York, dove ha gestito diverse pizzerie con un membro della sua famiglia mafiosa, Giuseppe Ganci, che si era trasferito negli Stati Uniti. È tornato in Italia alla fine degli anni '60. Al Processo dei 114 nel 1968, Salamone è stato assolto. Nel 1970, la Corte di Palermo lo ha condannato a cinque anni di soggiorno obbligatorio a Sacile, in Friuli-Venezia Giulia. È stato arrestato nuovamente nel 1971 per il secondo Processo dei 114, nel quale è stato assolto nel 1974.

## Scomparsa
Dopo la sua assoluzione nel 1974, Salamone doveva tornare a Sacile, ma è tornato a San Paolo dove è diventato un appaltatore. Ha continuato a guidare la famiglia mafiosa di San Giuseppe Jato anche dall'estero. Il suo sostituto era Bernardo Brusca (padre di Giovanni Brusca), che rappresentava Salamone nella Commissione provinciale. Salamone ha contato sull'importante supporto di Stefano Bontade per frenare il desiderio di potere di Brusca. Salamone e Bontate volevano eliminare il boss dei Corleonesi Totò Riina ad una riunione della Commissione provinciale durante l'intensificazione del conflitto con gli altri clan. Tuttavia, i Corleonesi hanno agito per primi e ucciso Bontate nell'aprile del 1981, evento che scatenò la seconda guerra di mafia.
Nel 1982 Salamone è ritornato a Sacile, il comune dove doveva scontare il soggiorno obbligatorio, per impedire che i Corleonesi si servissero di lui per rintracciare Tommaso Buscetta, uno dei loro principali nemici durante la seconda guerra di mafia. Salamone era un uomo vicino a Buscetta, perciò decise di consegnarsi alla polizia.

## Ritorno in Italia
Nel 1982 Salamone viene coinvolto in un'indagine delle autorità americane sul traffico di eroina e il riciclaggio di denaro da parte di Michele Zaza e il clan Cuntrera-Caruana. Salamone era parte del cosiddetto anello di approvvigionamento siciliano chiamato Pizza Connection. Uno dei principali organizzatori negli Stati Uniti era Giuseppe Ganci, membro della famiglia mafiosa di Salamone.
Negli anni successivi, Salamone è stato colpito da mandati di cattura per traffico di eroina e associazione mafiosa. Condannato a 22 anni al Maxiprocesso nel 1987, Salamone è stato scarcerato dalla Corte di cassazione a causa dell'età avanzata e del grave stato di salute. Nel 1989 è tornato in Brasile.

## Arresto in Brasile
Il 16 aprile del 1993, Salamone è stato arrestato a San Paolo, ma non è stato estradato in Italia a causa dell'età avanzata. Nel giugno del 1996, il procuratore antimafia Gian Carlo Caselli ha viaggiato da Palermo in Brasile per interrogare Salamone sui rapporti tra la mafia e l'ex Presidente del consiglio Giulio Andreotti. Salamone ha rifiutato di rispondere a qualsiasi domanda. Salamone è morto di cancro il 31 maggio 1998 a San Paolo.